# Guillermo Martín Abanto Guzmán
Mons. Guillermo Martín Abanto Guzmán (* 1. července 1964, Trujillo) je peruánský římskokatolický duchovní a biskup.

## Život
Narodil se 1. července 1964 v Trujillu. Své základní a střední vzdělání získal v Kolegiu Klaretiánů v jeho rodném městě. Poté vstoupil do Semináře Svatého Turubiuse z Mogroveja arcidiecéze Lima. Studoval na Papežské a civilní teologické fakultě v Limě. Po ukončení studia byl vysvěcen na kněze dne 12. prosince 1992 arcibiskupem Augustem Vargasem Alzamorou.
Působil jako farní kněz ve farnostech: Svatého Norberta (La Victoria), Svatého Jana Maria Vianney (Magdalena del Mar), Pána Božího milosrdenství (Surco) a nakonec Svatého Jakuba apoštola (Surco).
Dne 30. ledna 2009 jej papež Benedikt XVI. jmenoval pomocným biskupem arcidiecéze Lima a titulárním biskupem pinhelským. Biskupské svěcení přijal 19. dubna 2009 z rukou kardinála Juana Luise Ciprianiho Thorneho a spolusvětiteli byli Carlos Enrique García Camader a Adriano Tomasi Travaglia, O.F.M.
Funkci pomocného biskupa vykonával do 30. října 2012 kdy byl ustanoven vojenským ordinářem v Peru. Dne 20. července 2013 papež František přijal jeho rezignaci na post ordináře podle kodexu kanonického práva číslo 401/2.